# پرسونا (مجموعه)
پرسونا (به انگلیسی: Persona) که قبلاً تحت عنوان شین مگامی تنسی: پرسونا (به انگلیسی: Shin Megami Tensei: Persona) در خارج از ژاپن به بازار عرضه شده بود، مجموعه بازی‌های ویدیویی است که توسط شرکت اتلوس توسعه داده شده و متعلق به سگا است. پرسونا در ژانر نقش‌آفرینی است و یک اسپین آف از فرنچایز Megami Tensei محسوب می‌شود. اولین بازی از این مجموعه تحت نام Revelations: Persona، در سال ۱۹۹۶ برای پلی‌استیشن منتشر شد و از آن زمان تاکنون چندین بازی دیگر نیز ساخته شده که جدیدترین عنوان پرسونا ۵ در سال ۲۰۱۹ است.
بعد از انتشار Persona 2: Eternal Punishment، عنوان انگلیسی با اصرار شرکت اتلوس به نسخه‌های ژاپنی وفادار ماندند. این مجموعه در سطح بین‌المللی بسیار محبوب است و به معروف‌ترین اسپین‌آف Megami Tensei تبدیل شد. پس از انتشار پرسونا ۳ و ۴، این مجموعه در اروپا نیز طرفداران زیادی پیدا کرد. مجموعه پرسونا تاکنون بیش از ۱۶ میلیون نسخه در سرتاسر جهان فروخته و از فرانچایز اصلی خود پیشی گرفته‌است. اقتباس‌های متعددی از جمله سریال‌های انیمه، فیلم، رمان‌سازی، مانگا، نمایش‌های صحنه‌ای، درام‌های رادیویی و کنسرت‌های موسیقی از این مجموعه ساخته شده‌است.